# Heinrich Christian Boie

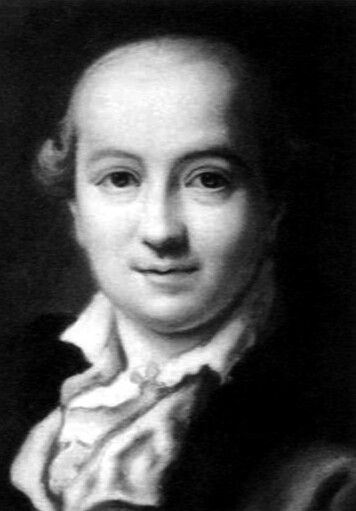
Heinrich Christian Boie.

Heinrich Christian Boie (Meldorf, 19 de julio de 1744 - Meldorf, 3 de marzo de 1806) fue un escritor alemán.
Estudió derecho en la Universidad de Jena, y residió desde 1769 en Gotinga, donde fue fundador y director desde  1770 a 1775 del Gotinga Musenalmanach.